# 사람을 찾습니다 (2004년 영화)
"사람을 찾습니다"(Finding Mr. Gong)는 한국에서 제작된 김정진 감독의 2004년 영화이다. 김마리아 등이 주연으로 출연하였고 김민수 등이 제작에 참여하였다.

## 출연

### 주연
- 김마리아
- 방중현
- 안광섭
- 윤범호

## 기타
- 녹음: 김미라
- 미술: 이진오